# بوب فو
بوب فو (بالإنجليزية: Bob Fu) هو ناشط حقوق الإنسان أمريكي، ولد في 1968 في شاندونغ في الصين.